# 华丽长足虻属
华丽长足虻属（学名：Sinosciapus）为长足虻科的一个属。

## 下属物种
本属包括以下物种：
- 刘氏华丽长足虻 Sinosciapus liuae Yang & Zhu, 2011
- 天目山华丽长足虻 Sinosciapus tianmushanus Yang, 2001
- 云龙华丽长足虻 Sinosciapus yunlonganus Yang & Saigusa, 2001